# Lodiken
Lodiken (nordsamisch: Luvddiidčohkka, Luvdiidčåkka) ist ein Berg in der Gemeinde Kautokeino in der nordnorwegischen Provinz Finnmark. Der Berg ist 638 moh. hoch und bildet den dritt-nördlichsten der 34 Vermessungspunkte des Struve-Bogens (von insgesamt 265), die als Struve-Bogen 2005 in die Liste des UNESCO-Weltkulturerbes aufgenommen wurden.